# Chiropterotriton magnipes
Espèce
Statut de conservation UICN

 EN  : En danger
Chiropterotriton magnipes est une espèce d'urodèles de la famille des Plethodontidae.

## Répartition
Cette espèce est endémique du centre-Est du Mexique. Elle se rencontre à environ 2 400 m d'altitude :
- dans le sud-est de l'État de San Luis Potosí ;
- dans le nord-est de l'État du Querétaro.

## Description
Le mâle holotype mesure 78 mm de longueur totale dont 40,2 mm de longueur standard et 37,8 mm de queue et la femelle la plus grande 123,2 mm de longueur totale dont 59 mm de longueur standard et 64,2 mm de queue.

## Publication originale
- (en) Rabb, 1965 : A new salamander of the genus Chiropterotriton (Caudata: Plethodontidae) from Mexico. Breviora, Museum of Comparative Zoology, Cambridge, Massachusetts, no 235, p. 1-8 (texte intégral).